# Xa lộ Liên tiểu bang 75
Xa lộ Liên tiểu bang 75 (tiếng Anh: Interstate 75 hay viết tắt là I-75) là một xa lộ liên tiểu bang then chốt chạy theo hướng bắc-nam trong vùng Ngũ Đại Hồ và Nam Hoa Kỳ. Nó chạy từ Đường Tiểu bang 826 (Xa lộ cao tốc Palmetto) và Đường Tiểu bang 924 (Xa lộ Công viên Gratigny) trong thành phố Hialeah, Florida (tây bắc thành phố Miami) đến Sault Ste. Marie, Michigan tại biên giới Hoa Kỳ và tỉnh bang Ontario của Canada. Xa lộ Liên tiểu bang 75 đi qua sáu tiểu bang khác nhau: Florida, Georgia, Tennessee, Kentucky, Ohio và Michigan.
Vì có nhiều xe cộ lưu thông trên Xa lộ Liên tiểu bang 75 nên xa lộ có 6 làn xe thậm chí trong những khu vực nông thôn. Đoạn đường dài có 6 làn xe (hay nhiều hơn) dài nhất và liên tục tại Hoa Kỳ là thuộc I-75 từ điểm giao cắt với Xa lộ thu phí Florida trong thành phố Wildwood, Florida đến I-24 trong vùng Chattanooga.

## Mô tả xa lộ
|           | dặm     | km      |
| --------- | ------- | ------- |
| FL        | 470,88  | 757,81  |
| GA        | 355,11  | 571,49  |
| TN        | 161,86  | 260,49  |
| KY        | 191,78  | 308,64  |
| OH        | 211,30  | 340,05  |
| MI        | 395,54  | 636,56  |
| Tổng cộng | 1786,47 | 2875,04 |

### Florida

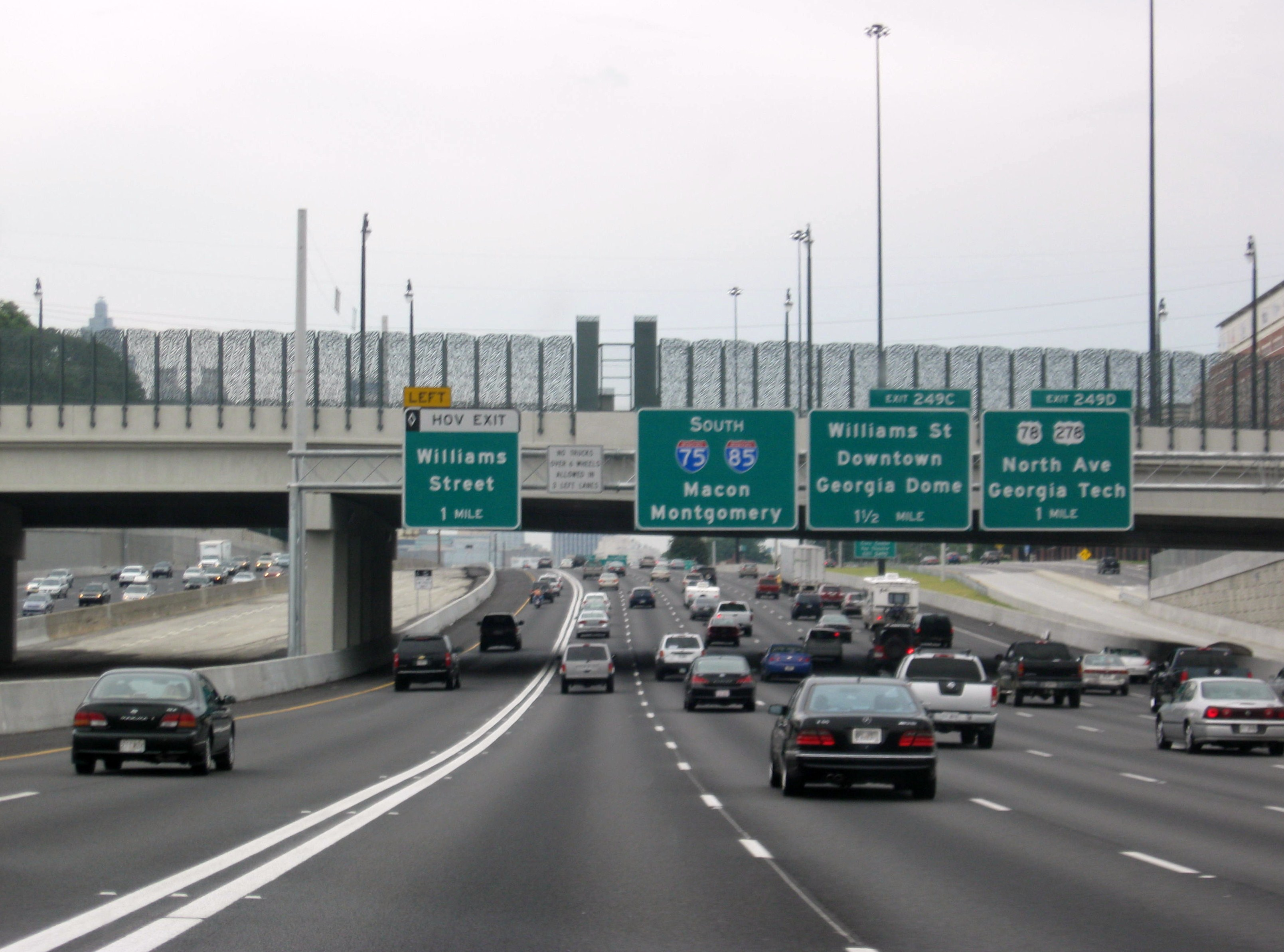
Xa lộ Liên tiểu bang 75 được ghi chung biển chỉ dẫn với Xa lộ Liên tiểu bang 85 tại phố chính của thành phố Atlanta.

Xa lộ Liên tiểu bang 75 bắt đầu đi lên phía bắc tại một nút giao thông khác mức với Đường Tiểu bang 924 và Đường Tiểu bang 826 tại Hialeah, một khu ngoại ô của thành phố Miami. Sau khi giao cắt với Xa lộ thu phí Homestead Extension of Florida và một nút giao thông lập thể với Xa lộ Liên tiểu bang 595 và Xa lộ cao tốc Sawgrass, xa lộ rời Vùng đô thị Miami và quay về phía tây đi qua vùng đầm lầy Everglades đến duyên hải Vịnh Mexico và thành phố Naples. Tại thành phố này nó quay về hướng bắc. Đi qua Bonita Springs, Fort Myers, và Sarasota, Xa lộ Liên tiểu bang 75 gặp phải một loạt các dự án xây dựng nhằm gia tăng số làn xe từ hai mỗi chiều lên đến ba mỗi chiều. Xa lộ cao tốc vào vùng đô thị Tampa Bay trước khi gặp nút giao thông khác mức với Xa lộ Liên tiểu bang 275 chiều đi hướng bắc đảm nhận giao thông đi về hướng thành phố St. Petersburg, Florida. Trong vùng đô thị Tampa là ba điểm giao cắt lớn hơn: Một với Xa lộ cao tốc Lee Roy Selmon đảm nhận giao thông vào phố chính Tampa; một với Xa lộ Liên tiểu bang 4 đảm nhận giao thông băng ngang qua trung tâm tiểu bang đến duyên hải phía đông; và cái khác nữa khi xe cộ từ Xa lộ Liên tiểu bang 275 quay ngược trở lại để đi về hướng bắc. Xa lộ tiến vào các khu ngoại của các quận Pasco, Hernando, và Sumter trên đường đến Ocala và Gainesville. Tại Lake City, Florida, Xa lộ Liên lục địa Christopher Columbus, Xa lộ Liên tiểu bang 10 giao cắt với Xa lộ Liên tiểu bang 75 tạo ra các con đường đi về thành phố Jacksonville, Florida; Tallahassee; Mobile, Alabama; New Orleans, Louisiana; và các điểm đến ở phía tây. Sau đó, đoạn xa ở phía bắc nhất của Xa lộ Liên tiểu bang 75 tại Florida đi ra khỏi tiểu bang Florida để vào tiểu bang Georgia.

### Georgia
Xa lộ Liên tiểu bang 75 vào tiểu bang Georgia gần Lake Park, và tiếp tục đi về hướng bắc qua các thị trấn Valdosta, Tifton và Cordele cho đến khi nó đến vùng Macon là nơi nó giao cắt với Xa lộ Liên tiểu bang 16 đi hướng bắc đến thành phố Savannah. Đối với những ai đi chiều hướng bắc mà muốn tránh kẹt xe trong thành phố Macon thì Xa lộ Liên tiểu bang 475 cung cấp một con đường tránh tương đối thẳng ở phía tây thành phố và đường đi của Xa lộ Liên tiểu bang 75. Sau Macon, xa lộ đi qua thị trấn nhỏ Forsyth. Xa lộ không có điểm giao cắt nào lớn cho đến khi vào vùng đô thị Atlanta. Xa lộ cao tốc vùng đô thị đầu tiên mà nó gặp là Xa lộ Liên tiểu bang 675, rồi sau đó là xa lộ "Vành đai" đi tránh thành phố Atlanta, có tên là Xa lộ Liên tiểu bang 285. Xa lộ băng vào bên trong Vành đai và hướng lên phía bắc cách trung tâm thành phố Atlanta khoảng vài dặm. Sau đó, Xa lộ Liên tiểu bang 75 nhập đôi với Xa lộ Liên tiểu bang 85 đi hướng bắc phía trên cao phố chính qua khu thương mại của thành phố Atlanta. Sau đó cả hai xa lộ liên tiểu bangs tách ra. Xa lộ Liên tiểu bang 75 đi về hướng tây bắc, vượt ra vòng ngoài Vành đai của Xa lộ Liên tiểu bang 285 và đi về hướng thành phố lớn ngoại ô là Marietta. Đoạn Xa lộ Liên tiểu bang 75 nằm ở phía bắc Xa lộ Liên tiểu bang 285 có 15 làn xe thông suốt (through lane có nghĩa làn xe thông suốt, khác với làn xe phải dừng lại để trả phí hay làn xe phải dừng lại vì có điểm giao cắt cùng mặt lộ), được coi như là xa lộ rộng nhất tính theo số lượng làn xe thông suốt so với bất cứ xa lộ nào trong Hệ thống Xa lộ Liên tiểu bang . Phía bắc của Marietta, điểm giao cắt lớn cuối cùng trong vùng đô thị Atlanta là  Xa lộ nhánh ngắn Liên tiểu bang 575. Rồi Xa lộ Liên tiểu bang 75 đi qua vùng đất đồi phía tây bắc tiểu bang Georgia khi nó đi về phía thành phố Chattanooga, Tennessee.

### Tennessee
Xa lộ vào tiểu bang Tennessee ngay tại vùng đô thị Chattanooga. Nơi đây nó giao cắt với Xa lộ Liên tiểu bang 24. Ra khỏi Chattanooga đến phía đông bắc, Xa lộ Liên tiểu bang 75 đi qua khu vực được biết có sương mù dày đặc. 12 người chết và 42 bị thương trong một vụ tai nạn liên hoàn của 99 xe trên đoạn này vì sương mù vào ngày 11 tháng 12 năm 1990.  Xa lộ Liên tiểu bang 75 không đạt tiêu chuẩn so với các xa lộ khác cho đến khi nó được nhập đôi với Xa lộ Liên tiểu bang 40 và đi về phía đông. Cả hai cùng vào các khu ngoại ô của thành phố Knoxville và tại đây, Xa lộ Liên tiểu bang 75 nhập đôi với Xa lộ Liên tiểu bang 640 nhưng chỉ một đoạn ngắn. Khi hai xa lộ này gặp Xa lộ Liên tiểu bang 275, Xa lộ Liên tiểu bang 75 tách ra một mình và đi về hướng bắc đến ranh giới tiểu bang Kentucky. Trên đường đi về hướng bắc từ Knoxville đến ranh giới Kentucky, I-75 gặp một số điểm có cao độ cao nhất khi đi qua Dãy núi Cumberland và vùng Cao nguyên Cumberland. Nó cắt ngang những đỉnh và ngọn núi cao nhất của dãy núi này.

### Kentucky
Xa lộ Liên tiểu bang 75 tiếp tục đi hướng bắc qua khu vực gồ ghề và đồi núi của vùng Cao nguyên Cumberland của tiểu bang Kentucky, đi qua London và Richmond, sau cùng đến Lexington là nơi nó chạy cùng với Xa lộ Liên tiểu bang 64 một đoạn ngắn trước khi tách ra để đi đến Cincinnati. Gần Walton, Xa lộ Liên tiểu bang 71 nhập đôi với Xa lộ Liên tiểu bang 75. Xa lộ Liên tiểu bang 275, một xa lộ vành đai của thành phố Cincinnati, lúc đó bị giao cắt bởi cả I-71/75. Sau khi đi qua Covington, xa lộ này vượt Sông Ohio bằng tầng dưới của Cầu Brent Spence và tiếp tục vào thành phố Cincinnati.

### Ohio
Ngay khi vào Cincinnati, Xa lộ Liên tiểu bang 71 tách khỏi Xa lộ Liên tiểu bang 75, tẻ hướng đường sang phía đông hơn khi đi qua thành phố trong lúc Xa lộ Liên tiểu bang 75 vẫn giữa hướng bắc đi xuyên suốt qua vùng đô thị. Xa lộ Liên tiểu bang 74 chiều hướng tây, Xa lộ Tiểu bang Ohio 562 chiều hướng đông, và Xa lộ Tiểu bang Ohio 126 đều giao cắt I-75 khi nó đi về hướng bắc. Tại Arlington Heights, một khu ngoại ô của Cincinnati, hai chiều của Xa lộ Liên tiểu bang 75 tách rời xa khoảng vài dặm. Sau một nút giao thông lập thể nữa với Xa lộ Liên tiểu bang 275 (Xa lộ vành đai), xa lộ tiếp tục trong vùng đô thị, đi qua Middletown và hướng về Dayton là nơi Xa lộ Liên tiểu bang 675, Xa lộ Liên tiểu bang 70, và Quốc lộ Hoa Kỳ 35 có các nút giao thông lập thể. Điểm giao cắt của Xa lộ Liên tiểu bang 75 với Xa lộ Liên tiểu bang 70 có tên là Ngã tư Cựu chiến binh Tự do. Sau khi rời thành phố Dayton, Xa lộ Liên tiểu bang 75 đi về phía bắc qua Ohio, đi qua các thành phố nhỏ Wapakoneta, Lima, Findlay và Bowling Green trước khi đến Toledo nằm trên ranh giới tiểu bang Michigan. Trước tiên, Xa lộ Liên tiểu bang 475 được nhìn thấy ở phía nam thành phố, và kế đến là các xa lộ xuyên quốc gia là Xa lộ Liên tiểu bang 80/Xa lộ Liên tiểu bang 90/Xa lộ thu phí Ohio. Rồi lần nữa, Xa lộ Liên tiểu bang 475 gặp lại I-75. Xa lộ Liên tiểu bang 280 là điểm giao cắt chính cuối cùng tại tiểu bang Ohio; xa lộ đi vào tiểu bang Michigan ngay sau đó.

### Michigan

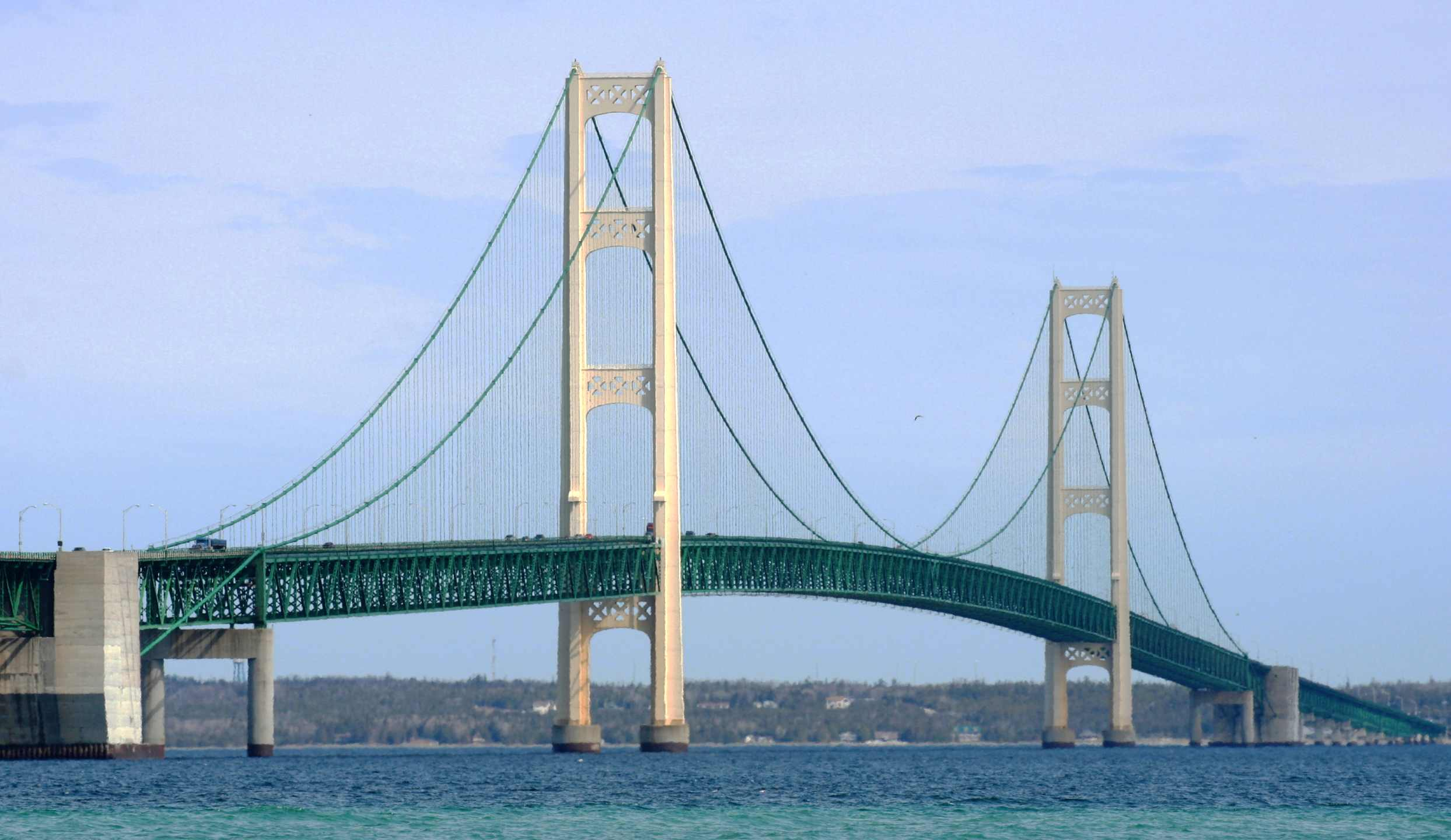
Cầu Mackinac

Xa lộ Liên tiểu bang 75 ôm bờ tây Hồ Erie ngay khi vào tiểu bang Michigan. Khoảng gần thành phố Monroe nó quay hướng đông bắc và chuẩn bị đi vào thành phố Detroit và các khu phụ cận. Nó gặp I-275 khi đi sâu vào vùng đô thị Detroit. Đoạn này không có một điểm giao cắt chính nào cho đến phố chính thành phố. Ngay tại phố chính, Xa lộ Liên tiểu bang 75 gặp Cầu Ambassador dẫn đến thành phố Windsor, Ontario, Xa lộ Liên tiểu bang 375 (Xa lộ cao tốc Chrysler), Xa lộ Liên tiểu bang 94, Xa lộ Liên tiểu bang 96, M-10 và M-8 (Xa lộ cao tốc Davison). I-696 cũng giao cắt với I-75 trong vùng đô thị phía bắc. Có một điểm giao cắt với Lộ Big Beaver ở lối ra số 69. Khi xa lộ đến Pontiac, có một điểm giao cắt với M-59; và xa hơn ở phía bắc trong thành phố Flint, xa lộ gặp I-475 và I-69. Xa lộ sau đó đi về hướng bắc để đến Saginaw là nơi I-675 đón vai trò một xa lộ nhánh ngắn đi vào thành phố. Xa hơn về phía bắc trong Bay City, có một điểm giao cắt chính của Quốc lộ Hoa Kỳ 10, cung cấp lối đến thành phố Midland cũng như phố chính của Bay City. Nút giao thông lập thể chính cuối cùng nằm ở Lộ 4 Mile, ngay phía nam của Grayling là nơi Quốc lộ Hoa Kỳ 127 chiều hướng bắc kết thúc khi xe cộ nhập vào chiều hướng bắc của I-75. Tại Mackinaw City, I-75 vượt qua Cầu Mackinac để đến Upper Peninsula (bán đảo thượng của tiểu bang Michigan). Đây là xa lộ liên tiểu bang duy nhất nằm trên bán đảo thượng của tiểu bang Michigan, và nó tiếp tục cho đến khi kết thúc tại biên giới Canada trong thành phố Sault Ste. Marie.
Về phía bên Canada, người lái xe phải dùng một loạt các đường phố của thành phố Sault Ste. Marie, Ontario để tới Xa lộ 17, đây là con đường địa phương của hệ thống xa lộ liên-Canada.

## Các xa lộ giao cắt chính

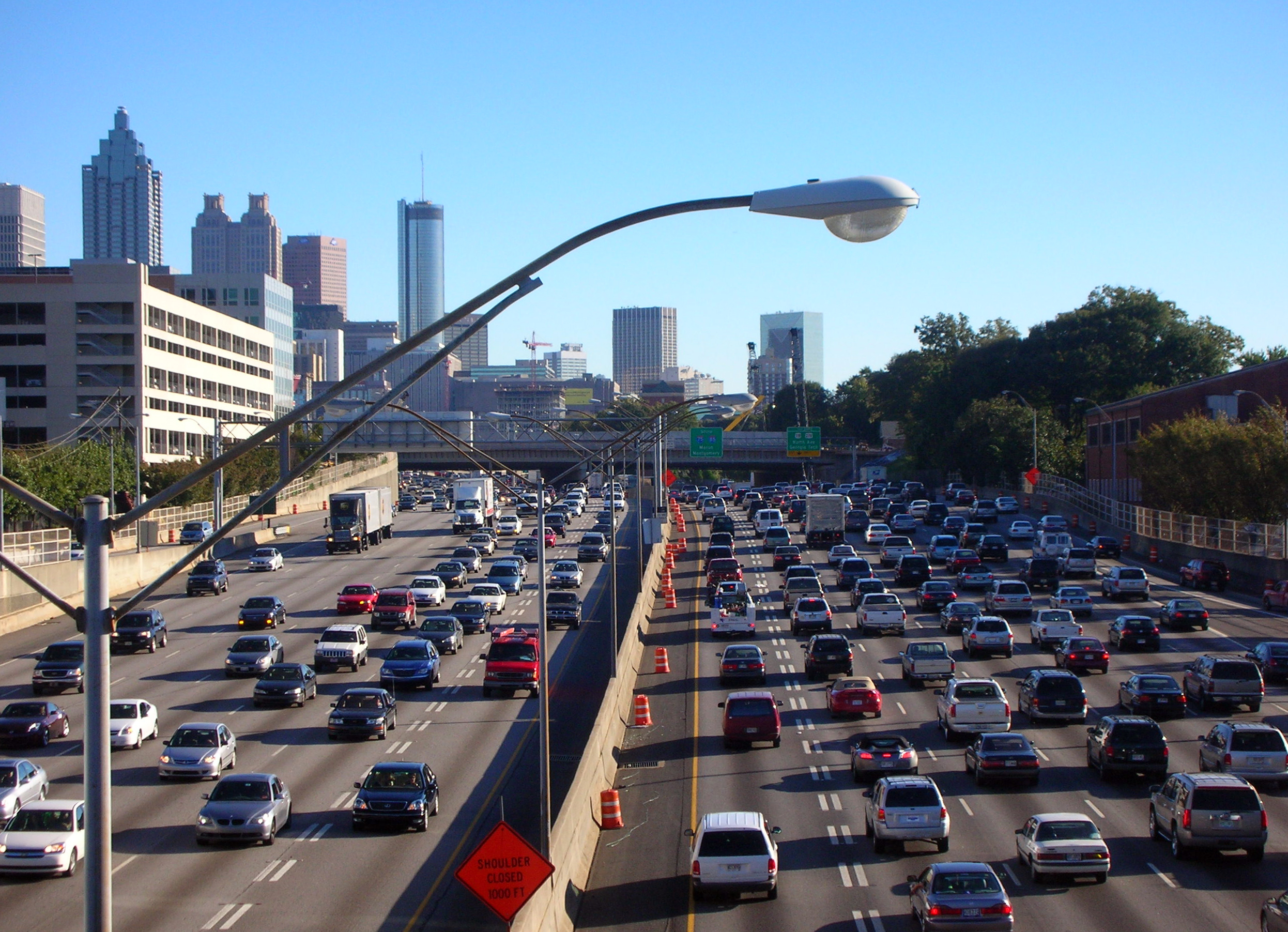
I-75 được ghi chung biển chỉ dẫn với I-85 trong phố trung của thành phố Atlanta

- Xa lộ thu phí Homestead Extension of Florida gần Miami Lakes, Florida (lối ra chiều nam và lối vào chiều bắc)
- Xa lộ Liên tiểu bang 595 tại Davie, Florida, phục vụ Sân bay Quốc tế Fort Lauderdale-Hollywood
- Xa lộ Liên tiểu bang 275 gần Parrish, Florida
- Đường Tiểu bang Florida 60 gần Brandon, Florida
- Xa lộ Liên tiểu bang 4 gần Tampa, Florida
- Xa lộ Liên tiểu bang 275 gần Lutz, Florida
- Xa lộ Liên tiểu bang 10 tại Lake City, Florida
- Xa lộ Liên tiểu bang 475 quanh thành phố Macon, Georgia (hai lần).
- Xa lộ Liên tiểu bang 16 tại Macon, Georgia (Map)
- Xa lộ Liên tiểu bang 675 gần Stockbridge, Georgia
- Xa lộ Liên tiểu bang 285 bên ngoài Atlanta (vành đai quanh thành phố), ở phía đông nam trong Quận Clayton và ở phía tây bắc gần Marietta (hai lần)
- Xa lộ Liên tiểu bang 85 tại Atlanta. Cả hai chạy cùng nhau khoảng vài dặm qua phố chính trên xa lộ có tên "Downtown Connector".
- Xa lộ Liên tiểu bang 20 tại Atlanta
- Xa lộ Liên tiểu bang 24 tại Chattanooga, Tennessee
- Xa lộ Liên tiểu bang 40 gần Lenoir City, Tennessee. Cả hai chạy chung với nhau cho đến Knoxville, Tennessee.
- Xa lộ Liên tiểu bang 64 tại Lexington, Kentucky. Cả hai chạy chung với nhau khoảng 6 dặm (9,7 km) đến phía đông phố chính của thành phố Lexington.
- Xa lộ Liên tiểu bang 71 tại Walton, Kentucky. Cả hai chạy chung với nhau cho đến thành phố Cincinnati.
- Xa lộ Liên tiểu bang 275 tại Erlanger, Kentucky (vành đai quanh thành phố Cincinnati), và lần nữa tại Sharonville, Ohio
- Xa lộ Liên tiểu bang 74 tại Cincinnati
- Xa lộ Liên tiểu bang 675 tại Miamisburg, Ohio (phía nam Dayton)
- Xa lộ Liên tiểu bang 70 tại Vandalia, Ohio (gần Dayton)
- Xa lộ Liên tiểu bang 80 / 90 (Ohio Turnpike) tại Rossford, Ohio (gần Toledo)
- Xa lộ Liên tiểu bang 475 tại Perrysburg và Toledo, Ohio
- Xa lộ Liên tiểu bang 280 tại Toledo, Ohio
- Xa lộ Liên tiểu bang 275 tại Newport, Michigan
- Xa lộ Liên tiểu bang 96 (Jeffries Freeway) tại Detroit, Michigan
- M-10 (Xa lộ cao tốc Lodge) tại Detroit
- Xa lộ Liên tiểu bang 375 tại thành phố Detroit
- Xa lộ Liên tiểu bang 94 (Xa lộ cao tốc Ford) tại thành phố Detroit
- M-8 (Xa lộ cao tốc Davison) tại thành phố Detroit
- Xa lộ Liên tiểu bang 696 (Xa lộ cao tốc Walter P. Reuther) phía bắc thành phố Detroit
- Xa lộ Liên tiểu bang 69 tại Flint, Michigan
- Xa lộ Liên tiểu bang 475 tại Flint
- Xa lộ Liên tiểu bang 675 tại Saginaw, Michigan
- Quốc lộ Hoa Kỳ 10 phía tây Bay City, Michigan
- Quốc lộ Hoa Kỳ 2 tại St. Ignace, Michigan

## Các xa lộ phụ
- Tampa, Florida/St. Petersburg, Florida - I-175 (1.294 mi/2.08 km), I-275 (63.387 mi/102.01 km), I-375 (1.220 mi/1.96 km)
- Macon, Georgia - I-475
- Atlanta, Georgia - I-675
- Xa lộ nhánh ngắn dẫn đến Canton, Georgia, I-575 tại vùng Atlanta.
- Knoxville, Tennessee - I-275
- Knoxville, Tennessee - I-640
- Cincinnati - I-275
- Dayton, Ohio - I-675
- Toledo, Ohio - I-475
- Detroit, Michigan - I-275, I-375
- Flint, Michigan - I-475
- Saginaw, Michigan - I-675